# Johann Dietrich von Löwenstein-Wertheim-Rochefort

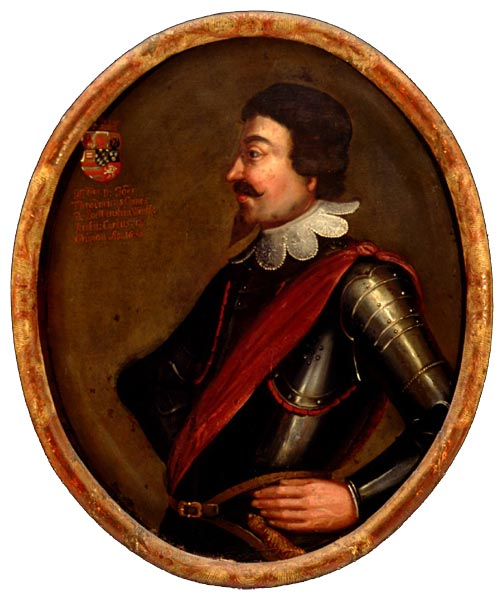
Graf Johann Dietrich von Löwenstein-Wertheim-Rochefort

Johann Dietrich von Löwenstein-Wertheim-Rochefort  (* 31. Januar 1585 in Wertheim am Main; † 6. März 1644 ebenda) war als Graf von Löwenstein ein Nachkomme des Pfälzer Kurfürsten Friedrich I. Er konvertierte zum katholischen Glauben und begründete das katholische, heute noch existente Adelsgeschlecht Löwenstein-Wertheim-Rochefort (ab 1813 umbenannt in Löwenstein-Wertheim-Rosenberg).

## Leben und Wirken
Das Haus Löwenstein-Wertheim ist eine Seitenlinie der Wittelsbacher. Die Nachkommen von Kurfürst Friedrich I. waren in der Kurpfalz nicht erbberechtigt, aus ihnen entstand das später gefürstete Geschlecht der Reichsgrafen von Löwenstein-Wertheim.
Johann Dietrich von Löwenstein-Wertheim-Rochefort wurde als jüngster von sieben Söhnen des Grafen Ludwig III. (öfter auch Ludwig II. genannt) von Löwenstein-Wertheim (1530–1611) und dessen Gattin Anna zu Stolberg-Stolberg (1531–1599) geboren. Die Mutter Anna zu Stolberg war ihrerseits die Tochter des Grafen Ludwig zu Stolberg.
Neben der gewöhnlichen Ausbildung der damaligen Adeligen, die meist Fechten, Reiten, Musik und Tanz beinhaltete, erhielt Graf Johann Dietrich auch Unterricht in Dialektik, Moralphilosophie und Astronomie.
Am 6. November 1611 heiratete er in Kerpen Josina von der Marck (1583–1626); nach deren Tod Maria Sibylla von Dummermünden (1600–1656). Nur aus der ersten Ehe waren Nachkommen vorhanden, insgesamt sieben Kinder: Fünf Söhne und zwei Töchter. Josina von der Marcks Bruder Ernst (1590–1654) war der Schwiegersohn von Graf (später Fürst) Johann Georg von Hohenzollern-Hechingen (1577–1623), einem entschiedenen Vertreter der kaiserlichen bzw. katholischen Partei.
Aus dem Erbe seiner Mutter erhielt Graf Johann Dietrich zusätzlich die Herrschaft Rochefort im heutigen Belgien. 1621, kurz nach Ausbruch des Dreißigjährigen Krieges, konvertierte er dort in Belgien zum katholischen Glauben und kämpfte ab 1622 im Heer der Katholischen Liga. Erst 1634 konnte er wieder in seine Heimat Wertheim zurückkehren.
Die Grafschaft Wertheim gehörte Johann Dietrich (ab 1621 katholisch) und seinem Neffen Friedrich Ludwig (protestantisch) gemeinsam. In Johann Dietrichs Abwesenheit hatte der Schwedenkönig Gustav Adolf illegalerweise die wertheimischen Untertanen von ihren Pflichten gegen Graf Johann Dietrich entbunden und dessen protestantischen Neffen Friedrich Ludwig zum Alleinherrscher eingesetzt. 
Nach der vom katholischen Lager gewonnenen Schlacht bei Nördlingen (1634) musste Friedrich Ludwig (1598–1657) fliehen, und Kaiser Ferdinand II. ernannte im Gegenzug Johann Dietrich von Löwenstein zum Alleinherrscher. Dieser führte in der Grafschaft wieder das katholische Bekenntnis ein und berief die Kapuziner in sein Land. Gemäß dem kaiserlichen Restitutionsedikt erhielten auch die zwangsweise enteigneten Ordensgemeinschaften größtenteils wieder ihren Besitz zurück.
Im Westfälischen Friedensschluss von 1648 wurde das Restitutionsedikt wieder aufgehoben und der Konfessionsstand von 1624 überall als verbindliche Norm festgeschrieben. Dies erlebte Graf Johann Dietrich jedoch nicht mehr, da er bereits 1644 starb. Sein Sohn Graf Ferdinand Karl (1616–1672) und dessen zurückgekehrter Cousin Friedrich Ludwig nahmen die gemeinsame Regierung wieder auf. Die Grafschaft wurde erneut protestantisch, mit Ausnahme des Amtes Wildeck (Abstatt).

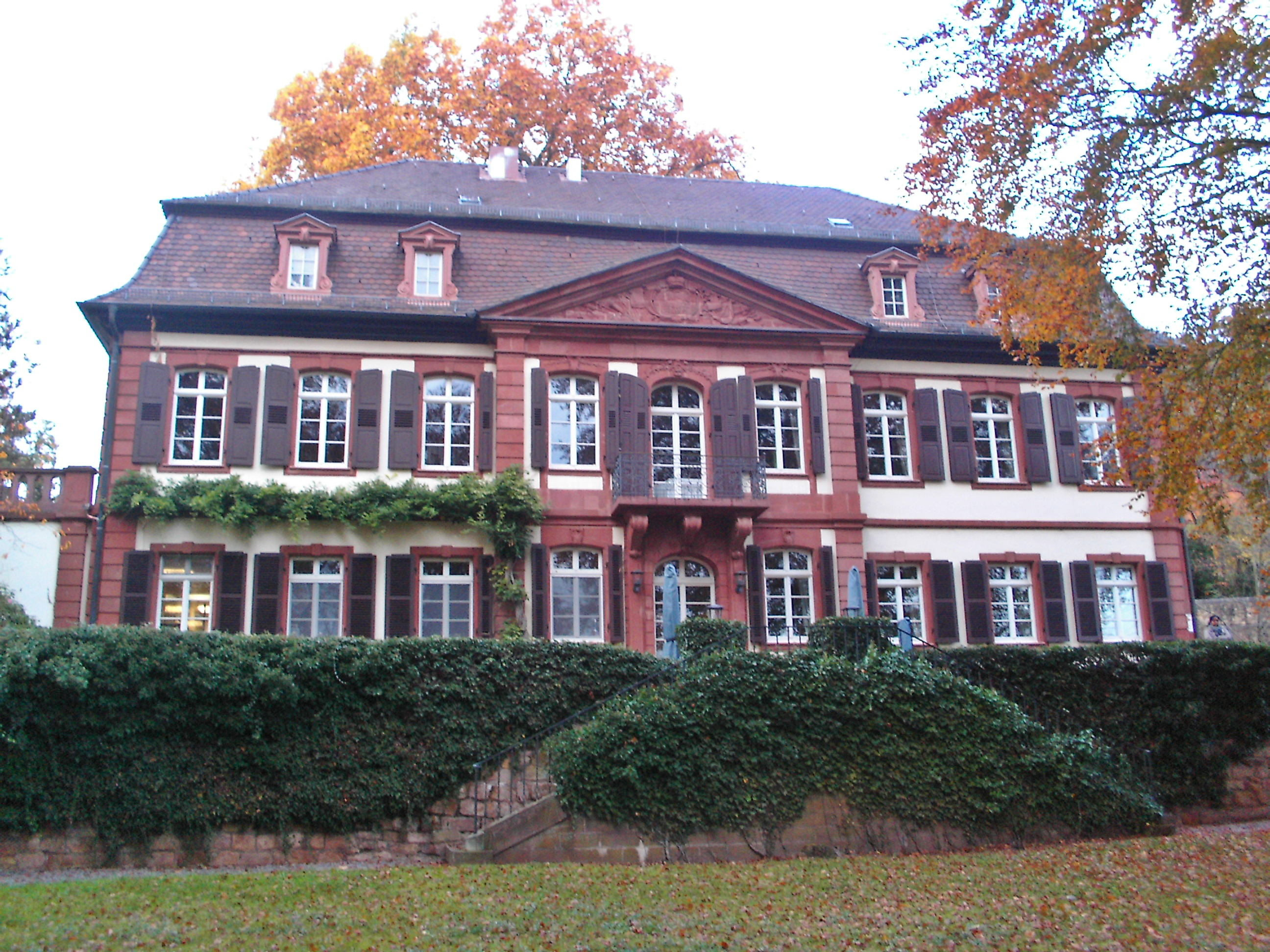
Das Amtsschloss Löwenstein, im pfälzischen Albersweiler

Graf Johann Dietrich konnte 1634 für seine Familienlinie die alte Löwensteiner Stammherrschaft Scharfeneck in der Pfalz erwerben, da die evangelische Familienlinie Löwenstein-Scharfeneck sie 1622 vom Kaiser aberkannt bekam und 1633 im Mannesstamm ausstarb. Der Amtssitz des linksrheinischen Gebietes befand sich im Schloss Löwenstein zu Albersweiler, Ortsteil St. Johann., heute Studienhaus der BASF
Die Regionalhistoriker Siegfried Haenle (1814–1889) und Karl Spruner von Merz (1803–1892) beschreiben Graf Johann Dietrich von Löwenstein in ihrem Handbuch für Reisende auf dem Maine (1845) als einen „ebenso gelehrten, wie tapferen, gewandten und vielgereisten Mann“.